# Christopher Herrick

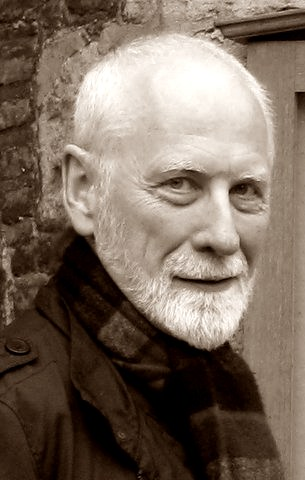
Christopher Herrick

Christopher Herrick (* 23. Mai 1942 in Bletchley oder Buckinghamshire) ist ein englischer Organist und Cembalist.
Herrick war Chorknabe an der St Paul’s Cathedral und besuchte deren Chorschule. Er sang bei der Krönungsfeier der Königin Elisabeth II. 1953 in der Westminster Abbey und trat im gleichen Jahr im Weißen Haus vor Präsident Dwight D. Eisenhower auf.
Seit 1954 hatte Herrick Orgelunterricht bei Sir John Dykes Bower, dem Organisten an St. Paul’s. Er setzte die Orgelausbildung während seines Besuchs der Cranleigh School fort und studierte von 1959 bis 1962 Musik am Exeter College in Oxford, danach am Royal College of Music. Daneben nahm er Cembalounterricht bei Millicent Silver, privaten Orgelunterricht bei Geraint Jones und studierte Dirigieren bei Sir Adrian Boult. Als Cembalist gründete er das Taskin Trio, mit dem er Barockmusik auf historischen Instrumenten aufführte, und führte in London das gesamte Wohltemperierte Klavier von Bach auf.
Von 1967 bis 1974 war Herrick Organist an der St Paul’s Cathedral, danach an der Westminster Abbey. 1984 begann er eine Karriere als Konzertorganist, die er mit einem Soloauftritt bei den Proms einleitete. Unter dem Titel Organ Fireworks erschien bei Hyperion Records eine 14-teilige Reihe von Aufnahmen virtuoser und effektvoller Kompositionen von Camille Saint-Saëns, André Jolivet, Dmitri Schostakowitsch, Charles-Marie Widor, Wolfgang Amadeus Mozart, Carl Nielsen, Edward Elgar, Johann Pachelbel, Franz Liszt, John Rutter und anderen. Eine kontrastierende Aufnahmereihe unter dem Titel Organ Dreams umfasst bislang vier Alben.
Zwischen 1989 und 1999 spielte Herrick für Hyperion das gesamte Orgelwerk Bachs auf Schweizer Metzler-Orgeln ein. Beim Lincoln Center Festival 1998 führte er Bachs gesamtes Orgelwerk in einer vierzehnteiligen Konzertreihe an der Kuhn-Orgel der Alice Tully Hall auf. An der Parisot-Orgel der Kirche Saint-Rémy in Dieppe nahm er die Noels Louis-Claude Daquins auf, 2003 folgte eine Aufnahme des gesamten Werkes für Tasteninstrumente von Jan Pieterszoon Sweelinck am Nachbau einer Orgel des 17. Jahrhunderts in Schweden. 2007 begann Herrick mit einer Gesamtaufnahme der Orgelwerke Dietrich Buxtehudes.